# Akaki Czaczua
Akaki Czaczua (gruz. აკაკი ჩაჩუა, ur. 16 grudnia 1969) – gruziński zapaśnik. Brązowy medalista olimpijski z Sydney i dziewiąty w Atenach.
Brał udział w dwóch igrzyskach (IO 00, IO 04). Walczył w stylu klasycznym. W 2000 zdobył brąz w wadze do 63 kg, a cztery lata później w Atenach ukończył zawody na dziewiątym miejscu. Był wicemistrzem Europy w 1999 i brązowym medalistą tej imprezy w 1997.
Piąty na mistrzostwach świata w 2002 i 2003. Czwarty w Pucharze Świata w 2003 roku.